# フェリックス・ド・リュクサンブール
フェリックス・ド・リュクサンブール（フランス語: Félix de Luxembourg, 1984年6月3日 - ）は、ルクセンブルク大公子。ナッサウ公子の称号も持つ。ルクセンブルク大公位継承順位第4位。

## 経歴
1984年、アンリ大公世子とその妃マリア・テレサの次男（第2子）として生まれる。洗礼式の代父母は父方叔父のジャン大公子と母方叔母のカタリーナ・メストレが務め、曾祖父のフェリックス・ド・ブルボン＝パルムに因んで名づけられた。兄に大公世子のギヨームが、弟妹にルイ大公子、アレクサンドラ大公女、セバスティアン大公子がいる。
インターナショナル・スクール・オブ・ラクセンバーグ、スイスの寄宿学校ボー・ソレイユ校などで学んだ。ボー・ソレイユ校を卒業した2003年、イギリスのサンドハースト王立陸軍士官学校に入校したものの、膝の怪我のために訓練半ばで退校した。現在はスイスのスポーツマネジメント企業グラン・シュレム・マネジメント（Grand Chelem Management SA）に広報部スタッフとして務めている。2009年10月、ルクセンブルク宮廷はフェリックス大公子がローマにある教皇庁立神学大学の一つ、教皇庁レジーナ・アポストロルム大学の生命倫理学の修士課程に進むことを発表した。同大学に在学中、フェリックスは契約社員として働く予定である。
フェリックスはポロやスキーなどのスポーツの他、木工も趣味としている。スポーツ関係のイベントに大公家の代表として出席することが多く、ルクセンブルク・バスケットボール協会の名誉総裁やルクセンブルク・パラグライディング・サークルのパトロンを務めている。

## 結婚と子女
2012年12月12日、ドイツ出身の一般人であるクレア・ラーデマッハーとの婚約を発表し、翌2013年9月に挙式した。
2014年6月15日、長女（第1子）となるアマリア・ガブリエラ・マリア・テレサが誕生した。2016年11月28日、長男（第2子）リアム・アンリ・ハルトムートが誕生した。そして2024年1月7日、次男（第3子）バルタザール・フェリックス・カールが誕生している。